# Tibiocillaria magnifica
Tibiocillaria magnifica là một loài bướm đêm trong họ Noctuidae.